# Nathalie Seseña
Nathalie Ronse Seseña (Madrid, Espanya, 11 novembre de 1967) és una actriu espanyola. Actualment treballa en la sèrie de televisió La que se avecina, emesa per la cadena Telecinco, on interpreta Berta Escobar.

## Filmografia

### Cinema
| - Alegre ma non troppo (1993) - Dile a Laura que la quiero (1994) - Palace (1994) - El día de la bestia (1995) - Sangre, sudor y polypiel (1995) - La Celestina (1996) - Dame algo (1996) - Teresa y Vanessa (1996) - Airbag (1997) - La Duquesa Roja (1997) - Agujetas en el alma (1998) - Atómica (1998) | - Mátame mucho (1998) - Shacky carmine (1999) - Todos menos la chica (2000) - Marujas asesinas (2001) - Casate conmigo Maribel (2002) - Carne de gallina (2002) - Canícula (2002) - Lo mejor que le puede pasar a un cruasán (2003) - El chocolate del loro (2004) - Terapia (2010) (Curtmetratge) - Un Final Feliz(2012) (Curtmetratge) |

### Televisió
Sèries
| - Las chicas de hoy en día (1990) - Una gloria nacional (1991) - Crónicas del mal (1992) - Celia (1992-1993) - Farmacia de guardia (1993) - Que loca peluquería (1994) - Pepa y Pepe (1995) - La consulta de la dra. Delgado (1995) - Confidencias (1996) - Andalucía un siglo de fascinación (1996) - Menudo es mi padre (1997) | - Jacinto durante (1998) - Ellas son así (1999) - El botones Sacarino (2000) - ¡Ala… Dina! (2000-2002) - Paraíso (2003) - DeModa (2004) - Mis adorables vecinos (2006) - Teletipos (2006) - Vida paranormal (2006-2009) - La que se avecina (2007-present) - Machos Alfa (2023) |

Programes
- Vídeos de primera (1990-1993)
- El club de la comedia (1999)

### Teatre
- Comedia (1988)
- Locos de amor (1991)
- Don Juán último (1992)
- Fiesta barroca (1992)
- El retablillo de D. Cristóbal (1997)
- El innombrable (1998)
- Tartufo (2011)
- Los invasores del palacio

## Premis i nominacions[1]
| Any  | Premi                                      | Categoria     | Títol        | Resultat   |
| ---- | ------------------------------------------ | ------------- | ------------ | ---------- |
| 1997 | Unio d'actors espanyols                    | Millor actriu | La Celestina | Guanyadora |
| 2002 | Festival de Cinema de Comèdia de Peníscola | Millor actriu | Canícula     | Guanyadora |